# Constel·lació de l'Unicorn
L'Unicorn (Monoceros) és una constel·lació feble del cel hivernal, envoltada per Orió a l'oest, Canis Major al sud, Hydra a l'est. Bordejada també per Canis Minor, Lepus, i Puppis.

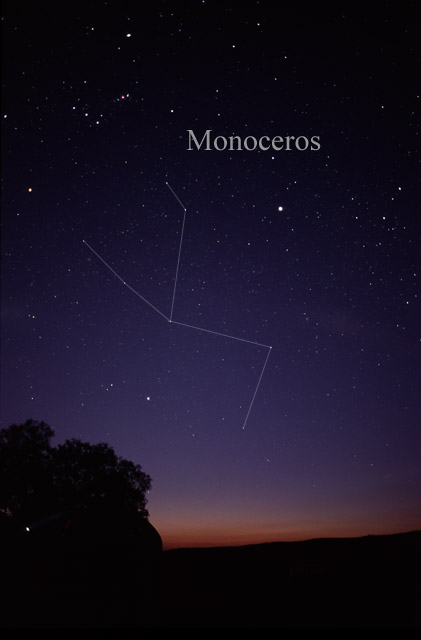
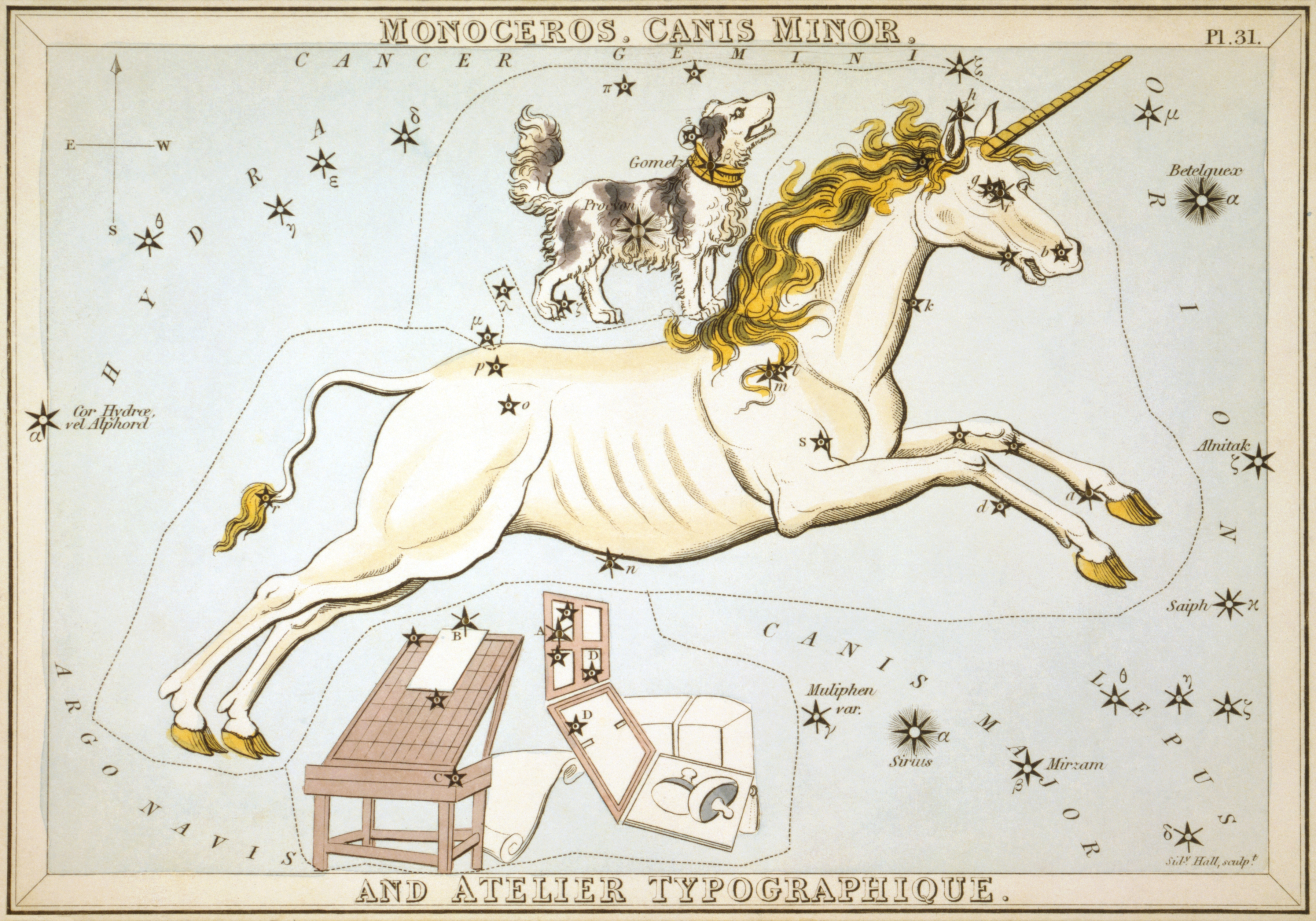

## Fets notables
Monoceros és una constel·lació quasi invisible, amb només unes poques estrelles de la quarta magnitud. α Monocerotis té una magnitud aparent de 3,93, és una gegant groc-ataronjada de tipus espectral G9.5III deu vegades més gran que el Sol, situada a 144 anys llum. és una mica més brillant que γ Monocerotis, amb una magnitud visual de 3,98.
Però Monoceros té alguna cosa interessant per veure amb l'ajut d'un telescopi petit. β Monocerotis és una estrella triple impressionant, les tres estrelles formen un triangle que sembla que subjectat. Les magnituds aparents de les estrelles són 4,7, 5,2 i 6,1. William Herschel el va descobrir el 1781 i ho comentava com "una de les vistes més boniques en els cels".
Distant uns 1.000 anys llum, ζ Monocerotis és una supergegant groga de tipus espectral G2Ib (on la «b» indica que dins aquesta classe és de les menys lluminoses) amb una massa aproximada de 6,6 masses solars. També supergegant —encara que de tipus A0I— és 13 Monocerotis, la lluminositat del qual és 17.000 vegades superior a la del Sol.
Epsilon Monocerotis és una binària, amb magnituds aparents de 4,5 i 6,5.
S Monocerotis, o 15 Monocerotis, és una estrella variable blanca blavosa i està localitzada en el centre de NGC 2264. Tanmateix la variació de la seva magnitud no és massa gran. Té una estrella companya de la magnitud aparent 8. Aquest un sistema binari massiu compost per dues estrelles molt calentes —de tipus espectral integrat O7V— amb un període de 108 anys tenen una òrbita molt excèntrica (ε = 0,77).
En aquest sentit, l'anomenada Estrella de Plaskett (HD 47129) és un dels sistemes binaris més massius que es coneixen: cadascuna de les components pot assolir una massa de més de 50 masses solars.
R Monocerotis és també una massiva, però molt jove estrella T Tauri que està situada a l'extrem de la nebulosa mixta d'emissió i reflexió NGC 2261, coneguda també com a «nebulosa variable de Hubble».
Així mateix, V700 Monocerotis (MWC 147) és una jove estrella Herbig Be que encara no ha entrat a la seqüència principal i està en fase d'acreció.
Per la seva banda, V838 Monocerotis, és una supergegant vermella, i va tenir una explosió que començà el 6 de gener de 2002, l'origen del qual no és ben conegut.
Monoceros compta amb diverses estrelles amb planetes extrasolars: HD 52265 —denominada Citalá— és un anàleg solar de tipus G0V amb un planeta de massa igual o major a la de Júpiter, mentre que HD 46375 és una binària, al voltant de la component principal de la qual es mou un planeta que completa la seva òrbita cada 72,6.
Prop del límit amb Ca Major es localitza el cúmul obert M50, descobert en 1772 per Charles Messier, encara que probablement va ser observat amb anterioritat per l'astrònom italià Giovanni Cassini; està situat a 2.900 anys llum de la Terra i té una edat aproximada de 140 milions d'anys.
NGC 2232 és un altre brillant cúmul obert centrat en l'estrella de tipus B2V 10 Monocerotis. Es troba al cinturó de Gould a una distància de 1.060 anys llum.
La nebulosa de la Roseta —que rep diverses designacions NGC com 2237, 2238, 2239 i 2246— és una regió HII gran i esfèrica. El cúmul obert NGC 2244 (Caldwell 50) està estretament associat amb aquesta nebulosa, havent-se format a partir del gas circumdant fa només uns pocs milions d'anys. Les seves dues estrelles principals són de tipus espectral O.

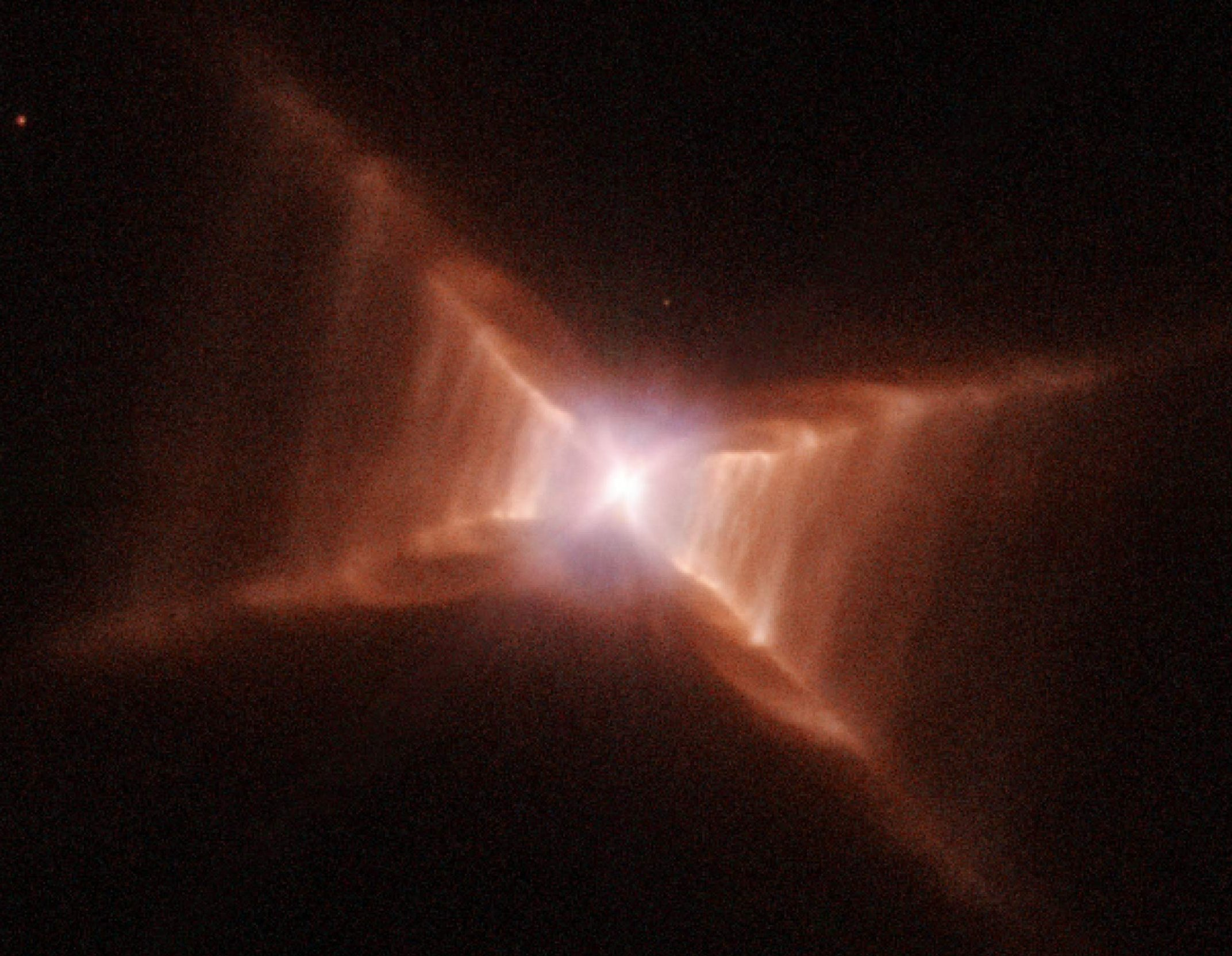
Imatge de la nebulosa del Rectangle Vermell obtinguda amb el telescopi Hubble

La denominació NGC 2264 comprèn dos objectes diferents: el cúmul obert conegut com cúmul de l'Arbre de Nadal i la nebulosa del Con.
El primer té només una edat de 5,6 milions d'anys; la nebulosa té una longitud de set anys llum i és a una distància de 2.500 anys llum.
NGC 2232 és un cúmul obert relativament brillant. Distant a 1.075 anys llum, té una edat aproximada de 50 milions d'anys i un contingut metàl·lic doble que el solar ([Fe/H] = 0,32). Molt més allunyat, a 12.700 anys llum, NGC 2506 és també un altre cúmul obert que va ser descobert per William Herschel en 1791.
Igualment enquadrada en Monoceros, NGC 2346 és una nebulosa planetària informalment coneguda com a nebulosa Papallona. Al seu centre té una estrella binària el període orbital de la qual és de 16,00 ± 0,03 dies.
Així mateix, la nebulosa del Rectangle Vermell és una protonebulosa planetària així anomenada per la seva forma característica i el seu aparent color des de la Terra. Descoberta el 1973, al seu centre se situa l'estrella HD 44179, també binària. Es troba aproximadament a 2300 anys llum de nosaltres.
La nebulosa de l'Unicorn, anomenada també bucle de l'Unicorn o Monoceros, és un antiga resta de supernova amb una edat compresa entre 30.000 i 100.000 anys. Té el diàmetre angular més gran (220 minuts d'arc) entre totes les restes de supernova de la nostra galàxia.

## Estrellas principales

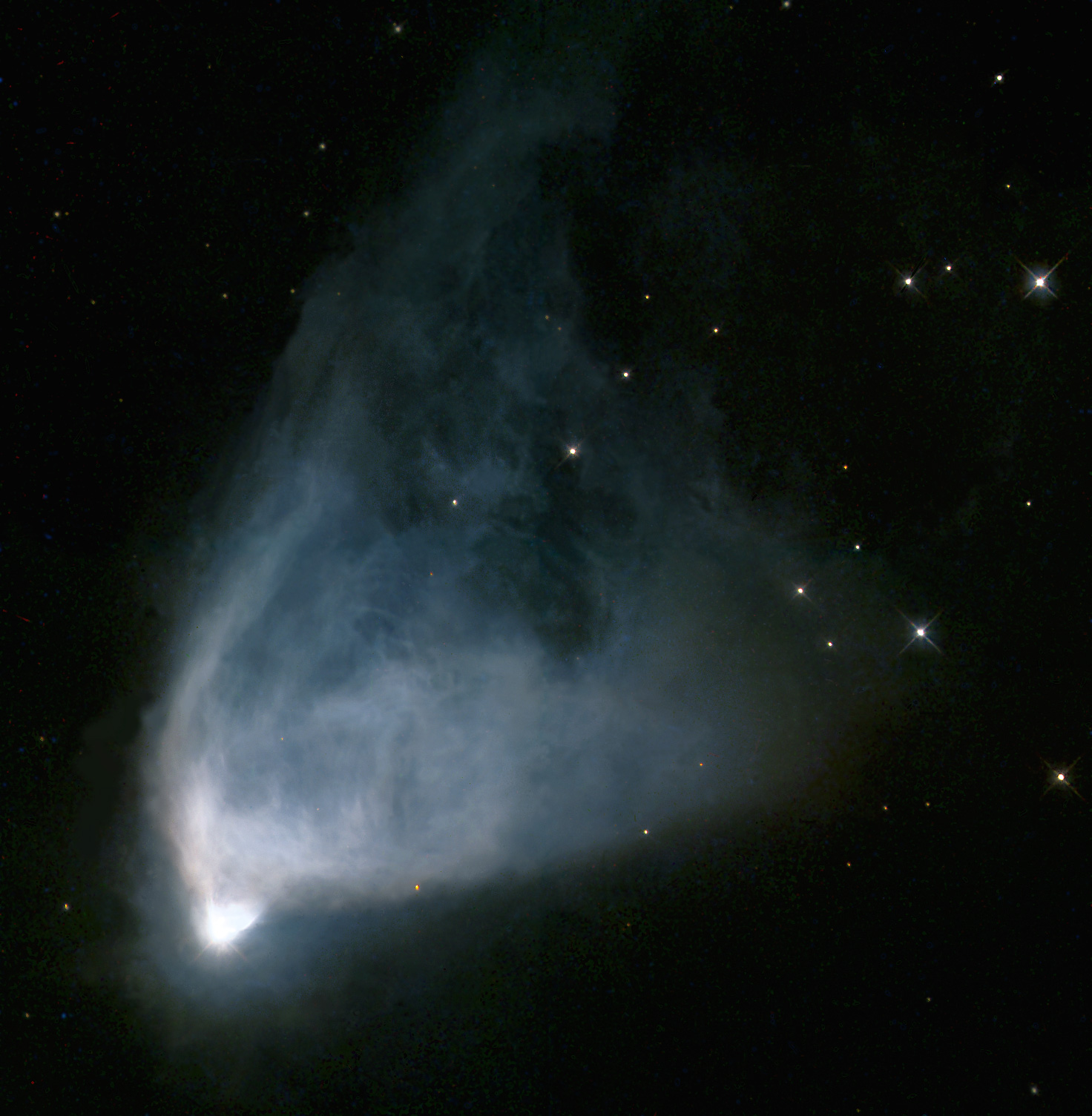
Nebulosa NGC 2261 il·luminada per R Monocerotis, a la part inferior de la imatge

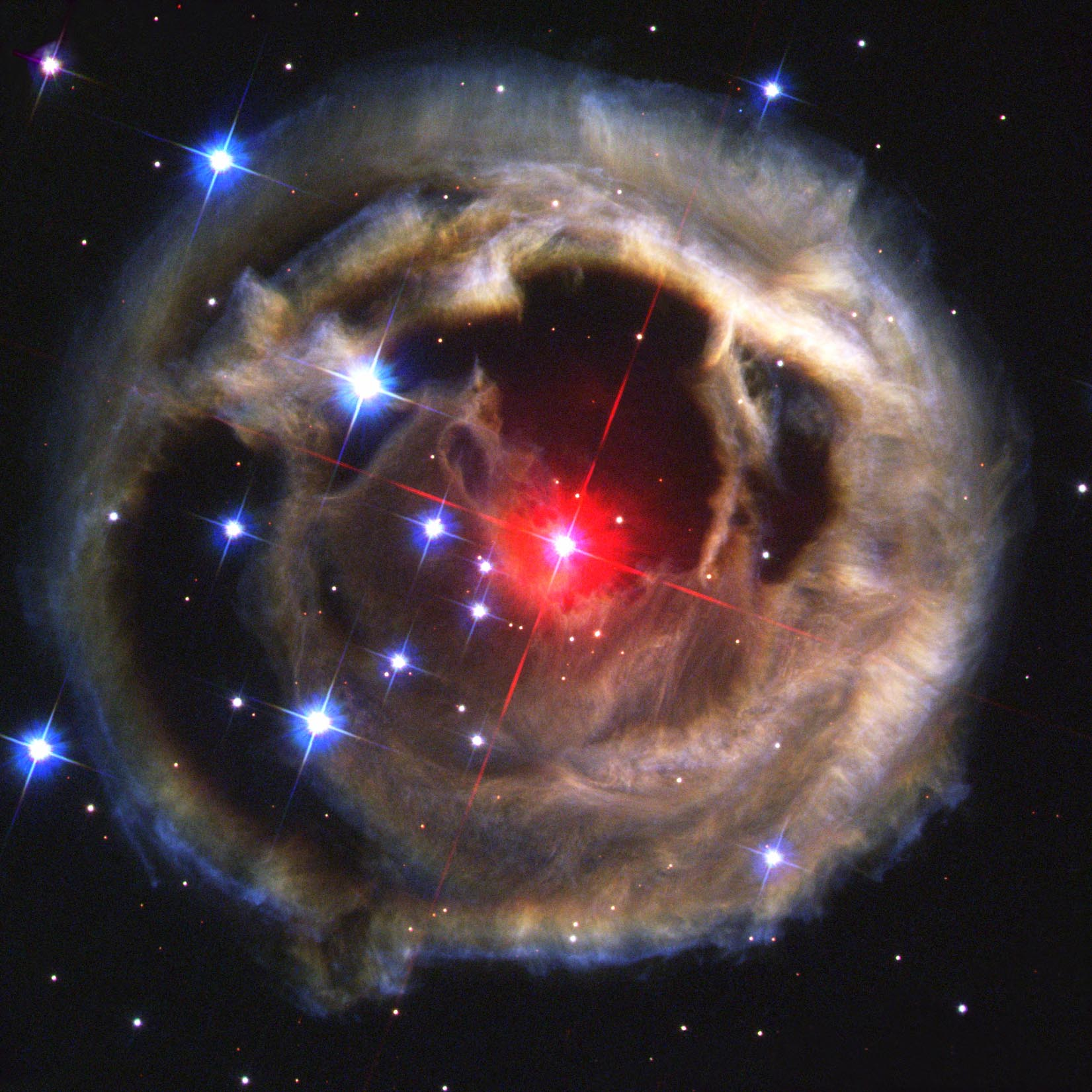
Imatge de V838 Monocerotis i el seu eco de llum obtinguda pel telescopi espacial Hubble el 17 de desembre de 2002 (NASA/ESA)

- α Monocerotis (Lucida / Ctesias), de magnitud visual 3,93, una estrella gegant groc-taronja a 144 anys llum.
- β Monocerotis (Cerastes), impressionant sistema estel·lar triple format per tres estrelles blanc-blaves de magnituds 4,7, 5,2 i 6,1, visibles amb l'ajuda d'una petita telescopi.
- γ Monocerotis (Tempestris), de magnitud 3,98, també gegant taronja, però molt més allunyada que α Monocerotis.
- δ Monocerotis (Kardegán), estrella blanca de la seqüència principal de magnitud 4,15.
- ε Monocerotis, estrella doble les components del qual, de magnitud 4,41 i 6,60, estan separats 12,1 segons d'arc.
- ζ Monocerotis, supergegant groga de magnitud 4,37.
- 3 Monocerotis, estrella binària la component principal del qual és una gegant blau de magnitud 4,98.
- 13 Monocerotis, distant supergegant blanca 10.800 vegades més lluminosa que el Sol.
- 19 Monocerotis, variable Beta Cephei de magnitud 4,99, també denominada V637 Monocerotis.
- 20 Monocerotis, gegant taronja de magnitud 4,92.
- 25 Monocerotis, gegant blanc-groga de magnitud 5,14.
- 27 Monocerotis, gegant taronja de magnitud 4,94.
- 28 Monocerotis (V645 Monocerotis), gegant taronja de magnitud 4,69; és una variable FK Comae Berenices.
- R Monocerotis, estrella variable immersa en un núvol de matèria, situat a l'extrem sud de la nebulosa NGC 2261.
- S Monocerotis (15 Monocerotis), distant estrella blava que forma part de NGC 2264.
- T Monocerotis, variable cefeida la magnitud del qual varia entre 5,58 i 6,62 en un cicle de 27 dies.
- U Monocerotis, variable RV Tauri la brillantor del qual varia entre magnitud 6,1 i 8,8.
- W Monocerotis, estrella de carboni de magnitud mitjana 9,95; és una variable irregular.
- RV Monocerotis, variable semirregular, també estrella de carboni.
- DD Monocerotis, binària eclipsant de magnitud 11,1.
- V700 Monocerotis (MWC 147), jove estrella Herbig Ae/Be de 500.000 anys d'edat.
- V715 Monocerotis, gegant lluminosa blau de magnitud 6,15.
- V789 Monocerotis, estrella binària composta per dues nanes taronges amb intensa activitat cromosfèrica.
- V838 Monocerotis, estrella que va patir un gran esclat el 2002; està situada a uns 20.000 anys llum de distància.
- Estrella de Plaskett (HR 2422), un dels sistemes binaris més massius que es coneixen.
- HD 45652, estrella de magnitud 8,13 que acull un sistema planetari.
- HD 46375, estrella subgegant taronja amb un planeta extrasolar de tipus «júpiter calent».
- HD 50064, estrella hipergegant blava poc estudiada.
- HD 52265, nana groga anàloga al Sol al voltant de la qual s'ha descobert un gegant gasós.
- Ross 614 (V577 Monocerotis), nana vermella també a les rodalies del Sistema Solar.
- Gliese 250, estrella binària a 28,4 anys llum, composta per una nana taronja i una nana vermella.

## Objectes notables del cel profund
Monoceros conté molts de cúmuls i nebuloses, els més notables són:
- M50, un cúmul obert.
- La Nebulosa de la Roseta (NGC 2237-9,46), una nebulosa difusa.
- El Cúmul de l'Arbre de Nadal i la Nebulosa del Con (NGC 2264), associada al primer.

## Història
Monoceros és una constel·lació moderna, generalment se suposa que li va donar nom l'astrònom i teòleg holandès Petrus Plancius el 1613 i registrada per Jakob Bartsch com a Unicornus en el seu planisferi de 1624; però Heinrich Wilhelm Olbers i Ludwig Ideler indiquen que la constel·lació és més antiga, ja que apareix a obres tan prest com 1564, i Joseph Juste Scaliger informa d'haver-la trobada a una antiga esfera Persa.

## Mitologia
Degut al fet que Monoceros és una constel·lació moderna no té associada mitologia clàssica. Sigui com sigui, en la mitologia medieval; l'unicorn és un animal mític, que sembla un cavall però que porta una banya formant una espiral simple en el front. Era comuna creença que aquesta banya podia servir d'antídot contra el verí. Aquest animal és sovint símbol de la castedat i la puresa.